# Yeshivá Majón Meir

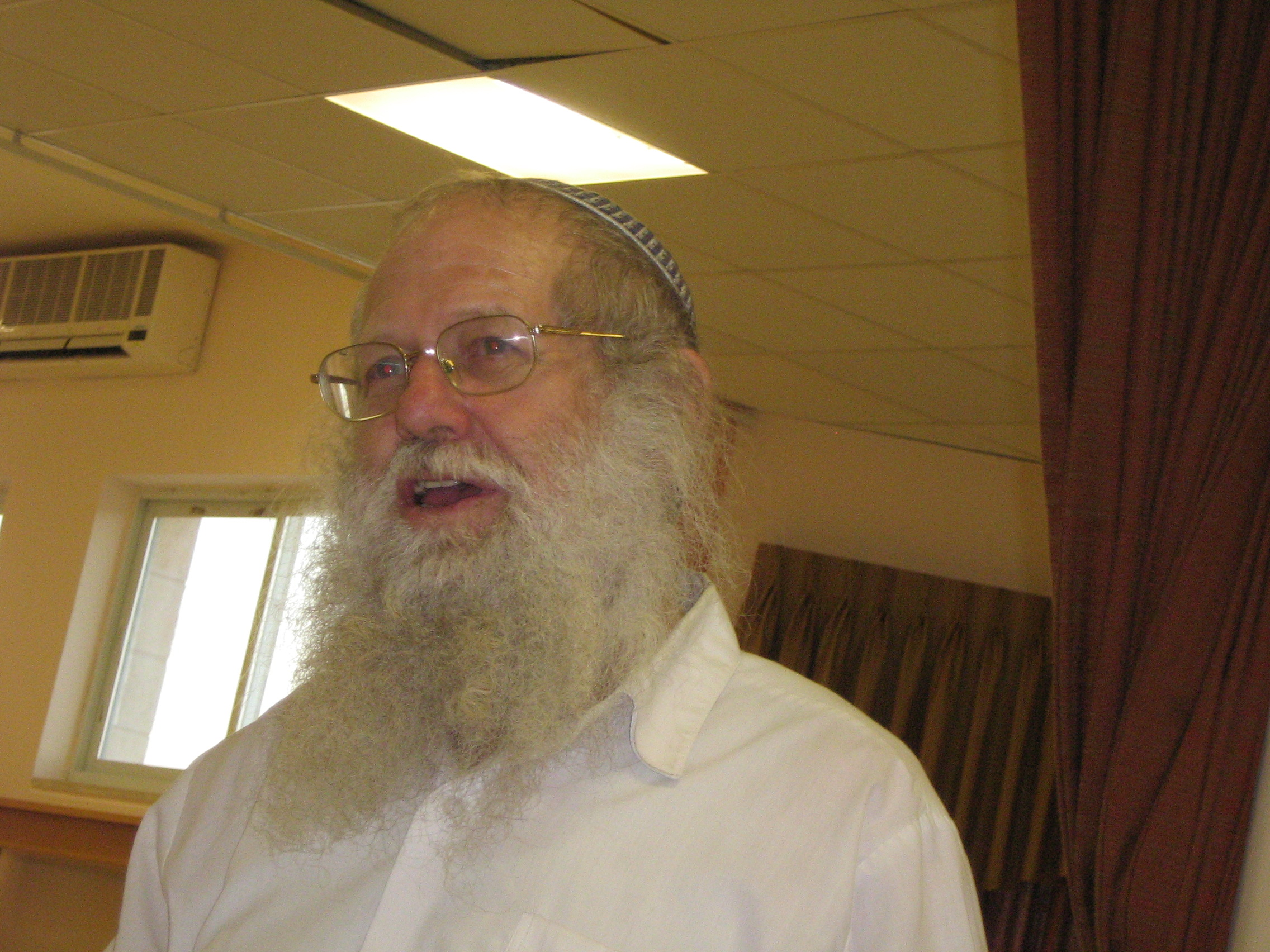
El rabino Dov Bigon, Rosh Yeshivá de Majón Meir.

Majón Meir (en hebreo: מכון מאיר) es una yeshivá sionista ubicada en el barrio de Kiryat Moshe en la ciudad de Jerusalén, Israel. cerca del barrio de Givat Shaul. Majón Meir es una de las más grandes organizaciones de outreach en Israel, y el único instituto de enseñanza de Torá en inglés, francés, español y ruso para aquellos judíos que tienen poco o ningún conocimiento de judaísmo y poco o ningún dominio del idioma hebreo; la yeshiva ofrece programas de estudios intensivos y a tiempo completo en estas lenguas, con programas que incluyen estudios de Torá, Guemará, las enseñanzas del Rabino Abraham Isaac Kook, Historia del pueblo judío, Historia de Israel, Literatura del Musar, Filosofía y además existe un ulpán de hebreo para aquellos que precisen aprender o mejorar sus conocimientos del mismo.

## Historia
Majón Meir fue inaugurada después de la guerra de Yom Kipur en 1973, por el rabino Dov Bigon. El rabino Bigon estudió en la yeshivá Mercaz HaRav Kook con el rabino Zvi Yehuda Kook, hijo del rabino Abraham Isaac Kook, el cual fue el primer Rabino Jefe del Israel moderno. Es por esto que, aunque Majón Meir y Mercaz haRav no están oficialmente afiliadas, existe una relación muy cercana, las dos yeshivot tienen ideologías muy parecidas, aunque la diferencia más grande está en que Mercaz HaRav está orientada a aquellos estudiantes con más experiencia y conocimientos del judaísmo, mientras que Majón Meir tiene más recursos para aquellos alumnos que han tenido una educación judía menos formal, o que tienen menor dominio del idioma hebreo, o bien para aquellos israelíes que están empezando a dar sus primeros pasos como baalei teshuvá. 
Es común encontrar israelíes que antes de cumplir su servicio militar no seguían una vida religiosa, pero después de culminarlo, buscan una mayor relación con su herencia judía y con Dios. También se ha convertido en un destino para no-judíos de todo el mundo, o personas con algún antepasado judío e incluso Anusim que buscan convertirse al judaísmo. Una característica de Majón Meir que la hace diferente a otras yeshivot y organizaciones de outreach es que Majón Meir apoya la participación de sus alumnos en la sociedad israelí, en el Tsahal y en la construcción y crecimiento de nuevas comunidades judías, enseñando a sus estudiantes a tratar por igual a todos los judíos, sin importar su nivel de observancia religiosa, origen étnico o posición social, enfatizado todo esto en el mandamiento divino. Majón Meir tiene una organización hermana llamada Majón Ora, que ofrece programas de estudio para mujeres jóvenes en hebreo, francés, español y ruso.